# R101

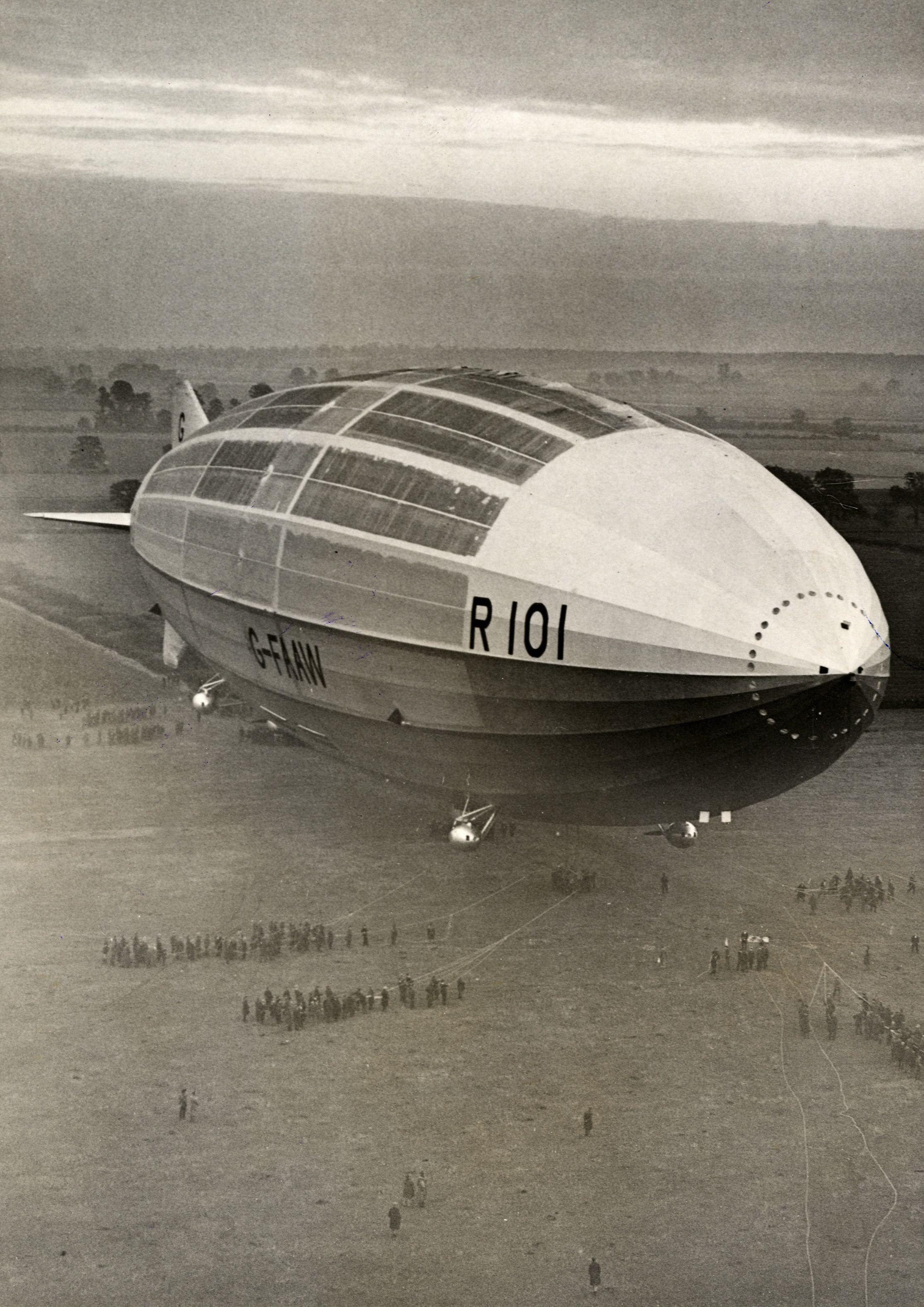
Fotografía del R101

El dirigible británico R.101 fue el segundo dirigible de la serie R.100 fabricado por la Royal Airship Works por los ingleses para realizar viajes transoceánicos en la década de los años 30.

## Historia previa

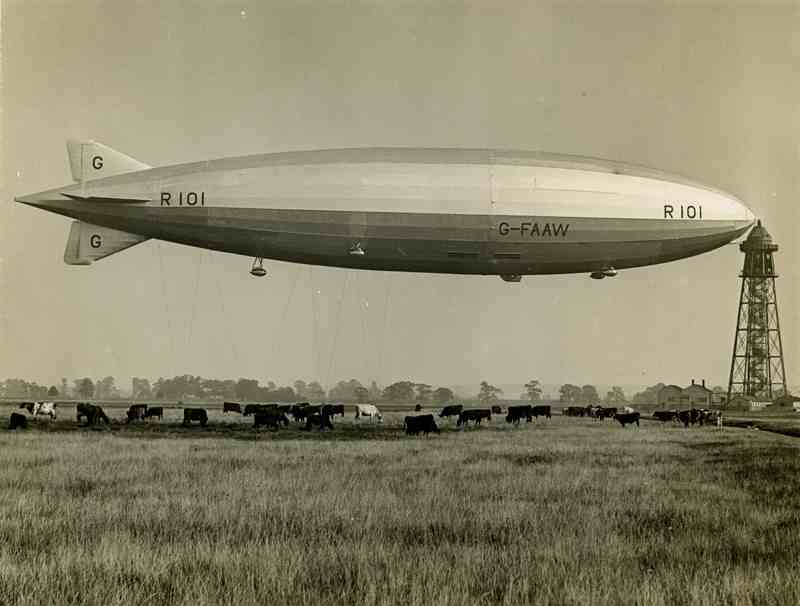
Dirigible R101

El gobierno laborista inglés de la época había proyectado construir dirigibles para hacer la ruta imperial Londres-El Cairo-Bombay-Australia-Canadá-Nueva York-Londres.
Era un proyecto ambicioso que permitía ahorrar tiempo de viaje por mar, además competía con Alemania  y su Graf Zeppelin por la supremacía de los dirigibles. 
La serie del Dirigible británico R.100 fue planeada en 1925 y se proyectaban 4 aerostatos, el R.100 y el R.101 iban a ser construidos simultáneamente para ser los cabeza de serie del proyecto.

## Características generales
El dirigible se construyó en Cardington entre 1929 y 1930, y tenía las asombrosas dimensiones de 238 m de largo, contenía 155 000 m³ de gas hidrógeno y pesaba 49 t, estaba impulsado por 7 motores colocados en barquillas externas del mismo modo que el puente de mando.
A toda máquina y buenas condiciones de tiempo el R.101 podía lograr 60 nudos.
La estructura empleaba por primera vez el aluminio como material de construcción del esqueleto, por tanto era una innovación tecnológica frente a la madera o el hierro.
Los espacios habitables estaban dentro del cuerpo del dirigible y permitían acomodar 100 personas en un ambiente lujoso similar al de un transatlántico de línea. Sin embargo, a último momento se realizaron modificaciones que superaron las características de diseño iniciales en 15 t más, junto con eso los motores Diesel que de por sí eran pesados (no se reemplazaron por motores Rolls Royce, más livianos como se hizo en el R.100). 
La capacidad de carga útil inicialmente proyectada de 60 t se redujo a apenas 35 t. Los ingenieros en Cardington estaban desolados puesto que la nave a pesar de todo era más pesada.
En un esfuerzo por no perder el proyecto el R.101 fue alargado de los 223 m iniciales a 238 m añadiéndosele un saco extra de gas. El R.101 era más pesado de lo que se había proyectado inicialmente. Esto trajo como consecuencia una diferencia de presión aerodinámica entre los extremos y los ingenieros tuvieron que hacer que ambas partes tuvieran flexibilidad.
Cuando estuvo amarrado a la torre de apontaje, un rasgón de 40 m en un lateral fue descubierto y tuvo que ser reparado, de haber estado en vuelo este hecho habría sido fatal.

## Historia de una tragedia anunciada

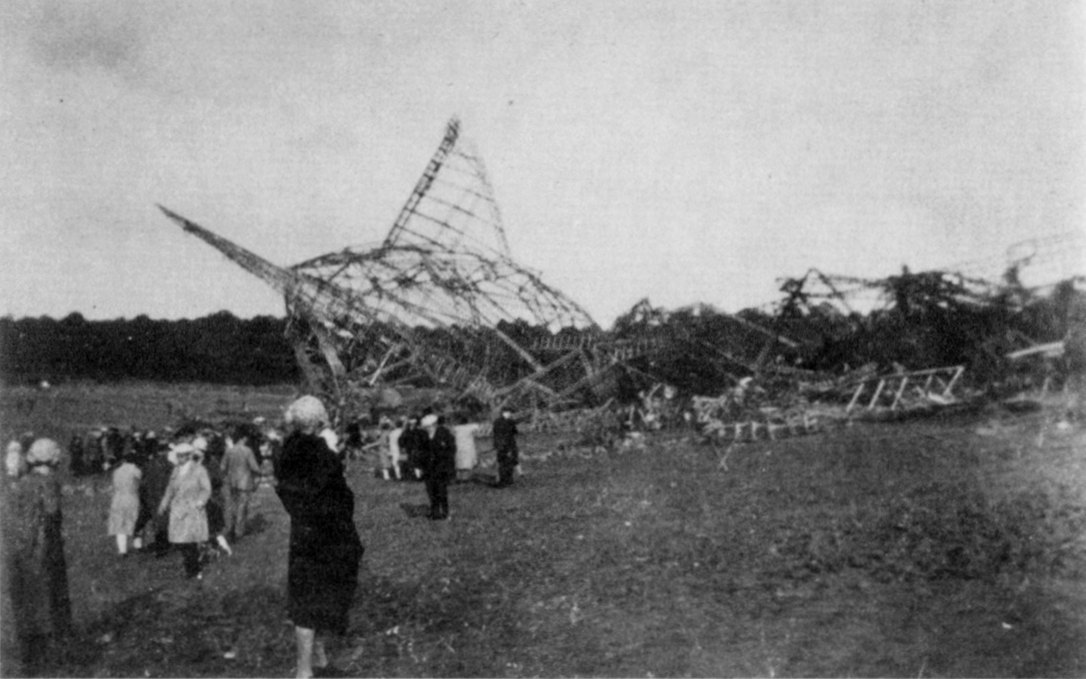
Los restos del R101

Debido a la premura del tiempo, los vuelos de prueba no fueron tales, sino verdaderos paseos muy cortos y con buen tiempo, por lo que se aprobó su comisión bajo estándares muy pobres de seguridad.
Finalmente se proyectó el viaje inaugural para el 26 de septiembre de 1930, pero las malas condiciones climáticas lo hicieron esperar en el hangar hasta el 1 de octubre.
Finalmente se aplazó hasta el 4 de octubre en espera del Ministro del Aire, Lord Thomson.
Durante los preparativos del vuelo, la cantidad de equipaje embarcado superó las expectativas de carga del R.101 a pesar de llevar pocos pasajeros, solo 12, 6 ingenieros de la empresa constructora y 6 del gabinete de Thomson, además de la tripulación de 42 hombres. 
Sir Sefton Brancker, director civil de aviación intentó convencer a Thomson de posponer el viaje pues tenía dudas sobre la capacidad operativa del dirigible, sin embargo, no fue escuchado. 
La premura del viaje era precisamente Lord Thomson quien debía estar de vuelta en Londres para el 20 de ese mes, además su nombre sonaba firme como virrey de la India y qué mejor que llegar en ese medio tan ostentoso para anunciarse a sus futuros súbditos.
Finalmente el 4 de octubre de 1930, a las 18:30 se dio la señal de largada del R.101 comandado por el capitán Irwin. Durante la largada el dirigible se cargó a proa algunos grados de inclinación, lo que llamó la atención de quienes estaban en tierra, en especial los ingenieros que estaban junto a más de 6.000 personas que vitoreaban la salida. 
El capitán Irwin Colmore tuvo que soltar lastre de agua para poder nivelarlo, para colmo de males el mal tiempo volvió a arreciar, el R.101 se escoró unos grados a babor.
El comportamiento del R.101 era algo anormal, en efecto, estaba muy pesado.
Al cruzar durante la noche, el Canal de la Mancha, el R.101 no podía remontar más altura que unos 150 m sobre las bravas olas en aquel tiempo borrascoso.
A cada minuto que pasaba, la tripulación se ponía más nerviosa, el capitán daba instrucciones para evitar perder más altura.
Como la lluvia arreciaba el dirigible se tornó aún más pesado pues la tela que supuestamente tenía un tratamiento hidrorepelente se humedeció finalmente contribuyendo al peso muerto de la nave.
Lo cierto es que las cubiertas superiores delanteras de proa se rasgaron, dejando expuestas las dos bolsas que contenían hidrógeno, el viento y la velocidad combinada hicieron que estas bolsas se descosieran perdiendo gas y por ende, capacidad de levante.
Para cuando se alcanzó la costa del norte de Francia, el R.101 apenas remontaba los 80 m de altura.
Al sobrepasar la catedral de Beauvais el R.101 estuvo a punto de embestirla y apenas consiguió rebasarla. Justo en ese instante se desató un aguacero torrencial.
En apenas 3 minutos el R.101 perdió más de 30 m de altura, ahora volaba a apenas 42 m del suelo cuando repentinamente la proa se cargó unos 18º y la nariz del dirigible impactó suavemente a tierra en las afuera de Beauvais, se arrastró unos 50 m y se estrelló contra un bosque, el arrastre provocó chispas y se inflamó.
Llamas de más de 200 m de altura surgieron en medio de la madrugada del 5 de octubre de 1930 sobre el horizonte de ese pueblo francés.
Sobrevivieron 7 personas del total de 54 personas a bordo, muchas de las víctimas murieron sofocadas por la falta de oxígeno que se consumió instantáneamente en la llamarada. Lord Thomson no estaba entre los vivos.
Como consecuencia directa el R.100 que contaba con mejores características que el R-101 fue desmantelado estando aún en el hangar dejando a Alemania pre-nazi como virtual dueño de los cielos.